# 마를리스 실트
마를리스 실트(독일어: Marlies Schild, 1981년 5월 31일~)는 오스트리아의 은퇴한 알파인 스키 선수이다. 올림픽에 4회 참가했으며 은메달 3개, 동메달 1개를 획득했다. 실트는 2006년 동계 올림픽에서 여자 복합 은메달과 여자 회전 동메달, 2010년 동계 올림픽과 2014년 동계 올림픽에서 여자 회전 은메달을 획득했다. 또한 세계 선수권 대회에서 금메달 2개, 은메달 2개, 동메달 2개를 획득했다.

## 개인사
실트는 오스트리아의 알파인 스키 선수인 베냐민 라이히와 결혼했다. 여동생인 베르나데테 실트 또한 알파인 스키 선수이다.